# Van Wert (Ohio)
Van Wert – miasto w Stanach Zjednoczonych, w zachodniej części stanu Ohio założone na terenach bagna Great Black Swamp. Przez wiele lat produkowano tu ser Liederkranz (odpowiednik limburskiego).
Liczba mieszkańców w 2000 roku wynosiła 10837.